# Dieter Janz
Wolfgang Dietrich Janz (* 20. April 1920 in Speyer; † 25. Dezember 2016 in Berlin) war ein deutscher Neurologe, Epileptologe und Hochschullehrer. Er zählt zu den Begründern der universitären Epileptologie in Deutschland. Sein Name ist insbesondere mit der Erstbeschreibung der später besonders im deutschsprachigen Raum auch nach ihm benannten juvenilen myoklonischen Epilepsie verbunden. Auch darüber hinaus hat er die Entwicklung seines Fachgebiets in Deutschland nach dem Zweiten Weltkrieg maßgeblich geprägt und nahm bis zu seinem Ende an allen Entwicklungen lebhaften Anteil.

## Leben
Janz studierte zunächst an den Universitäten Marburg, Frankfurt und Prag Medizin. Nach dem Wehrdienst schloss er das Studium an der Universität Freiburg ab. Die Assistenzzeit an der Heidelberger Ludolf-Krehl-Klinik ab 1946 unter dem Neurologen Paul Vogel (1900–1979) wurde durch Studienaufenthalte in London und Zürich abgerundet. In Heidelberg lernte Janz auch Viktor von Weizsäcker und Alexander Mitscherlich kennen. Er promovierte 1947 mit Untersuchungen zum Karotissinus-Syndrom und habilitierte sich 1955 mit einer Arbeit zu den Petit-mal-Epilepsien.
1961 wurde Janz außerplanmäßiger Professor in Heidelberg und 1973 auf den neugeschaffenen Lehrstuhl für Neurologie am Klinikum Charlottenburg der Freien Universität Berlin berufen. Er blieb Direktor der dortigen Abteilung für Neurologie bis zu seiner Emeritierung 1988.
Anlässlich seines 90. Geburtstags im April 2010 fand eine akademische Feier im Berliner Medizinhistorischen Museum der Charité statt.
Dieter Janz verstarb an Weihnachten 2016. Die Predigt im Trauergottesdienst am 3. Januar 2017 in der Evangelischen Kirche in Berlin-Nikolassee hielt der evangelische Theologe Wolfgang Huber.
Es war die feste Überzeugung von Dieter Janz, dass „der Arzt von seinen Patienten lernen müsse, da der Patient am besten Bescheid wisse über seine Krankheit“.

## Schaffen
1957 beschrieben Janz und Walter Christian erstmals ausführlicher die später auch nach Janz benannte juvenile myoklonische Epilepsie als Syndrom (Impulsiv Petit-mal). Der Vorschlag einer Benennung als Janz-Syndrom kam später von anderer Seite. Janz selbst verwies stets auf frühere Beschreibungen wie diejenige von 1857 durch den französischen Neurologen und Psychiater Théodore Herpin bei seinem eigenen Sohn.
Während seiner vielseitigen klinisch-wissenschaftlichen Arbeit in der Epileptologie machte Janz unter anderem erstmals auf die teratogenen Wirkungen von Antiepileptika aufmerksam und gehörte ebenfalls zu den ersten, die auf den Wirkverlust der Antibabypille bei gleichzeitiger Einnahme von Antiepileptika hinwiesen. Seine Epilepsie-Sprechstunde in Heidelberg wurde zur Keimzelle der ambulanten Erwachsenen-Epileptologie in Deutschland.
Von 1959 bis 1961 war Janz Vorsitzender der Deutschen Sektion der Internationalen Liga gegen Epilepsie (ILAE; seit 2004: Deutsche Gesellschaft für Epileptologie). Von 1973 bis 1981 war er Vizepräsident und von 1985 bis 1989 Vorsitzender des Committee on Epilepsy, Genetics, Pregnancy and the Child sowie von 1989 bis 1993 Vorsitzender der Commission on Genetics, Pregnancy and the Child der ILAE.
1962 beriet er den Mitherausgeber der Neuen Württembergischen Zeitung Fritz Harzendorf bei der Gründung der Stiftung Michael. Harzendorf war Vater eines Sohnes mit Epilepsie. Die nach diesem benannte Stiftung Michael wurde zu einer der international wichtigen privaten Initiativen zur Erforschung und Bekämpfung von Anfallskrankheiten. Janz war bis zu seinem Tod Vorsitzender des Stiftungsrats.
Während seiner Heidelberger Zeit arbeitete Dieter Janz mit der Schwesternschule der Universität Heidelberg und deren Schulleitung Olga von Lersner zusammen. Er sorgte dafür, dass eine Planstelle für eine dort ausgebildete Krankenschwester geschaffen wurde, die es dieser Krankenschwester ermöglichte, sowohl in der Neurologischen Universitätsklinik, als auch in der Nachbetreuung der Patienten im ambulanten Bereich („Heidelberger Epilepsie-Ambulanz“) als Brückenkrankenschwester tätig zu sein. So sollte eine engere Kooperation zwischen stationärer und gemeindenaher pflegerischer und ärztlicher Versorgung geschaffen werden. Hier folgte Dieter Janz einer Idee, die bereits der Heidelberger Mediziner Franz Anton Mai (1742–1814) verfolgt hatte, der die Gesundheits- und Krankenpflegerinnen auch als Brückenschwestern zwischen stationärem und häuslichem Bereich ausbildete und einsetzte. In der so genannten „Janz’schen Klinik“ (Neurologie, Klinikum Charlottenburg) schuf Janz auch eine Planstelle für die Klinikseelsorgerin Gisela Kröger. Klinikseelsorge gehörte für ihn zum elementaren Bestandteil des therapeutischen Teams.
Von 1968 bis 2004 war Janz im Kuratorium der Forschungsstätte der Evangelischen Studiengemeinschaft e. V. (FEST) in Heidelberg. Von 1985 bis 1991 war er Vorsitzender der Berliner Gesellschaft für Psychiatrie und Neurologie.
Schon vor seiner Emeritierung, aber besonders danach widmete Janz sich zunehmend der anthropologischen Medizin in der Tradition von Viktor von Weizsäcker. Er war Mitbegründer der Weizsäcker-Gesellschaft, in deren Gründungsvorstand und von 1994 bis 1997 Vorsitzender der von ihm mitgegründeten Viktor von Weizsäcker Gesellschaft. Mitherausgeber bzw. -bearbeiter mehrerer der 10 Bände der „Gesammelten Schriften“ Weizsäckers. In den letzten Jahren arbeitete er an der Edition seines Schriftwechsels mit von Weizsäcker.
Janz war bis in seine 90er-Jahre wissenschaftlich interessiert und Ko-Autor von teilweise erst posthum erschienen Originalarbeiten in wissenschaftlichen Zeitschriften, insbesondere zum Langzeitverlauf der von ihm charakterisierten genetischen Epilepsiesyndrome mit Erstmanifestation in der Jugend und bei jungen Erwachsenen.

## Auszeichnungen (Auswahl)
- 1968: Michael-Preis der Stiftung Michael
- 1969: „Ambassador for Epilepsy“ Internationalen Liga gegen Epilepsie (International League Against Epilepsy; ILAE) und des Internationalen Büros für Epilepsie (International Bureau for Epilepsy; IBE)
- 1990: Ehrenmitglied der Deutschen Sektion der Internationalen Liga gegen Epilepsie (seit 2004: Deutsche Gesellschaft für Epileptologie)
- 1999: „Lifetime Achievement Award“ der Internationalen Liga gegen Epilepsie (ILAE)
- 2004: Otfrid-Foerster-Medaille der Deutschen Gesellschaft für Epileptologie
- 2008: „Scientific Award of Distinction“ des 8. Europäischen Kongresses für Epileptologie
- Ehrenmitglied der Viktor von Weizsäcker Gesellschaft[25]

## Werke (Auswahl)
- Epileptikergestalten Dostojewskis. Ein Seminar in memoriam Ludwig Binswanger. Alber Verlag, Freiburg im Breisgau 1966.
- Die Epilepsien. Spezielle Pathologie und Therapie. G. Thieme, Stuttgart 1969. (2., unveränderte Auflage. Mit einem Geleitwort von Pierre Genton, Günter Krämer und Peter Wolf. G. Thieme, Stuttgart / New York 1998.)
- Jesu Begegnung mit einem Vater und seinem epileptischen Sohn. Eine Predigt über Markus 9, 14–29. In: Sinn und Form. 2/2011, S. 205–210.
- Matthias Weichelt, Sebastian Kleinschmidt: Souveränität ist, nichts für Zufall zu halten. Gespräch mit Dieter Janz und Matthias Weichelt. In: Sinn und Form. 63. Jahrgang, Nr. 2, 2011, S. 184–204 (Leseprobe).
- Fröhliche Wissenschaft: Nebensachen; Ansichten eines Arztes. Gespräche mit Sebastian Kleinschmidt und Matthias Weichelt. Matthes & Seitz, Berlin 2017, ISBN 978-3-95757-396-4.